# ۷۱ (میلادی)
۷۱ (میلادی) هفتادمین سال تقویم میلادی است.

## رویدادها
بر اساس مکان
امپراتوری روم
- رومی‌ها قلعه‌ای در یورک (بوراکوم) به عنوان پایگاهی برای نیروهای شمالی خود تأسیس کردند.[۱]در ابتدا صرفاً برای لژیون نهم هیسپانا تأسیس شد، اما بعداً گسترش یافت و شامل خانه‌های عمومی، حمام‌ها و معابد نیز شد.
- نبرد استانویک: کوینتوس پتیلیوس سریالیس، فرماندار بریتانیا، شورش بریگانتس را سرکوب می‌کند.
- امپراتوران وسپاسیان و مارکوس کوکیوس نروا کنسول روم هستند.
- نبرد ترِوِز: سریالیس، کلودیوس سیویلیس را شکست می‌دهد و بدین ترتیب شورش باتاویا را سرکوب می‌کند.
- تیتوس به همراه وسپاسیان و برادرش تیتوس فلاویوس دومیتیان به پیروزی دست یافت. در این رژه، زندانیان یهودی و گنجینه‌های معبد اورشلیم، از جمله منوره و اسفار پنجگانه، حضور داشتند. رهبر زیلوت‌ها، سیمون بار گیورا، در میدان شهر شلاق خورد و خفه شد.[۲]
- تیتوس به عنوان فرمانده گارد پرتورین منصوب می‌شود و فرماندهی طرفدار کنسول و همچنین قدرت تریبونی را دریافت می‌کند، که همه اینها نشان می‌دهد وسپاسیان از سنت موروثی جانشینی پیروی خواهد کرد.[۳]
- هیرودیوم، قلعه‌ای یهودی در جنوب اورشلیم، در مسیر خود به ماسادا توسط لژیون دهم فرتنسیس فتح و ویران می‌شود.
- دانکستر توسط مهاجران رومی تأسیس شده است. این منطقه در ابتدا با نام دانوم شناخته می‌شد.

آسیا
- .سلطنت رابل دوم، پادشاه نبطیه. او بوسترا، سوریه را به عنوان دومین پایتخت خود برگزید

بر اساس موضوع
دین
- میترائیسم در سراسر امپراتوری روم گسترش یافت.

## زادگان
- چاده، پادشاه کره ای گوگوریو (متوفی ۱۶۵)

## درگذشتگان
- لیو یینگ، شاهزاده چینی سلسله هان که به بودیسم گروید